# Чарне (город)
Чарне (пол. Czarne, нем. . Hammerstein)  —  город  в Польше, входит в Поморское воеводство,  Члухувский повят.  Имеет статус городско-сельской гмины. Занимает площадь 46,39 км². Население — 6035 человек (на 2004 год).

## История

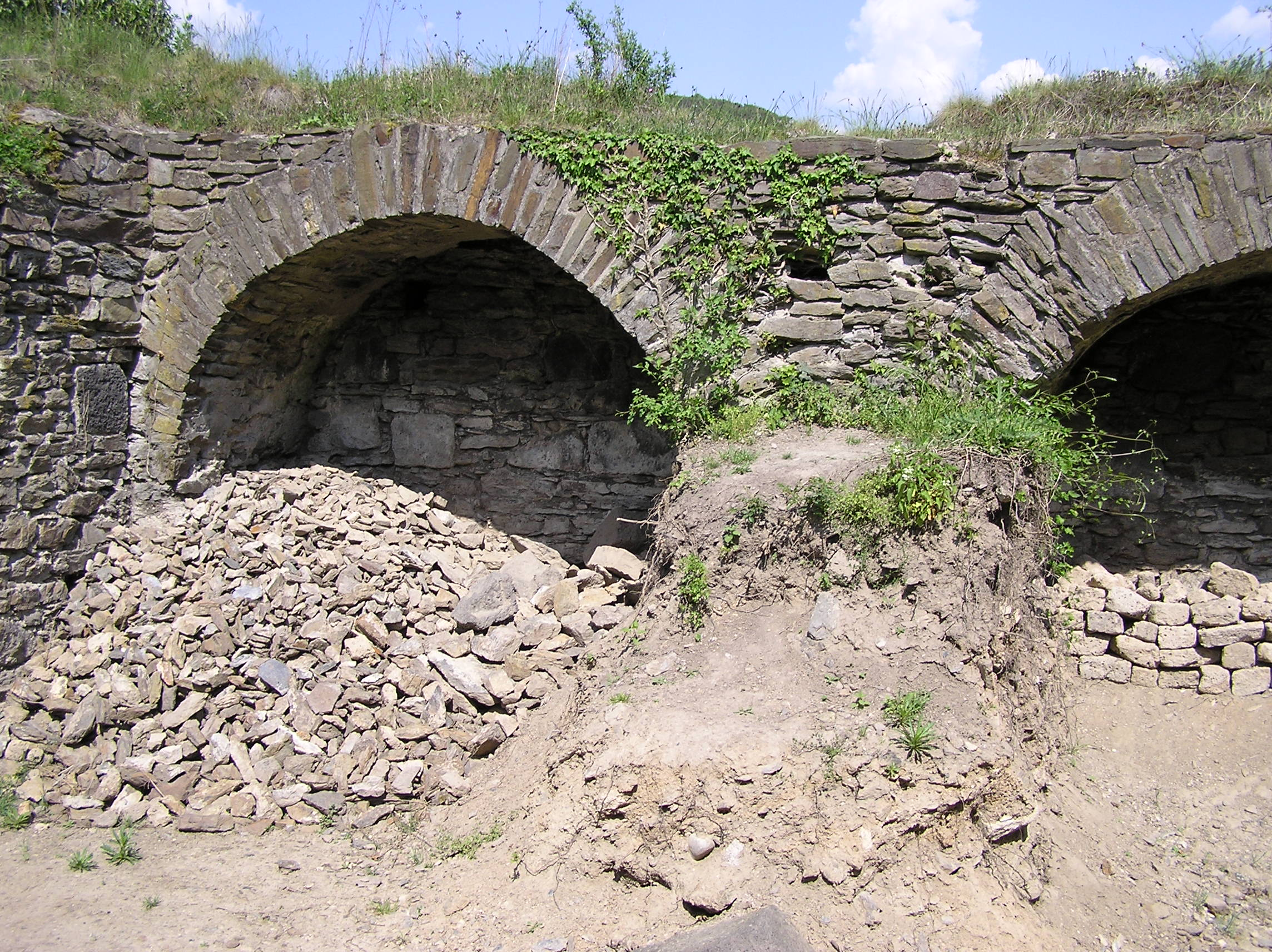
Руины замка